# KkStB 1.1
A kkStB 1.101 egy kéttengelyes gőzmotorkocsi volt a k.k. österreichischen Staatsbahnen-nál (kkStB).
A motorkocsi 1906-ban épült. A Komarek építette a kkStB részére a bécsi Stadtbahn-on  végzett kísérleti próbafutások céljára.. Másik három  gőzmotorkocsival és  könnyű  mozdonnyal együtt  folytattak teljesítmény- és a gazdaságossági vizsgálatot az elővárosi vonalon.
Bár arra számítottak, hogy a gőzmotorkocsik lesznek a legjobbak, az eredmények nem érték el a könnyű mozdonyét. Ráadásul a  gőzmotorkocsi fenntartása lényegesen nehezebb és, mint a mozdonyoké.
A  kkStB, mint 1.101 sorozatot beszámozta, és később Villach-ban . állomásozott.
Az első világháború után a jármű Ausztriában maradt. Az BBO 1925-ben selejtezte.

## Fordítás
Ez a szócikk részben vagy egészben  a   kkStB1.101 című német Wikipédia-szócikk fordításán alapul.  Az eredeti cikk szerkesztőit annak laptörténete sorolja fel. Ez a jelzés csupán a megfogalmazás eredetét és a szerzői jogokat jelzi, nem szolgál a cikkben szereplő információk forrásmegjelöléseként.